# 佩恩机场
西雅圖佩恩機場（英語：Seattle Paine Field Airport），也稱斯諾霍米什縣機場（英語：Snohomish County Airport），是一個位於華盛頓州斯諾霍米什縣县治埃弗里特,主要服务西雅图都会区和斯諾霍米什縣的民用機場。波音生產的多數廣體飛機在毗鄰此機場的波音艾弗雷特工厂組裝，亦在此機場交付給用戶。

## 概述

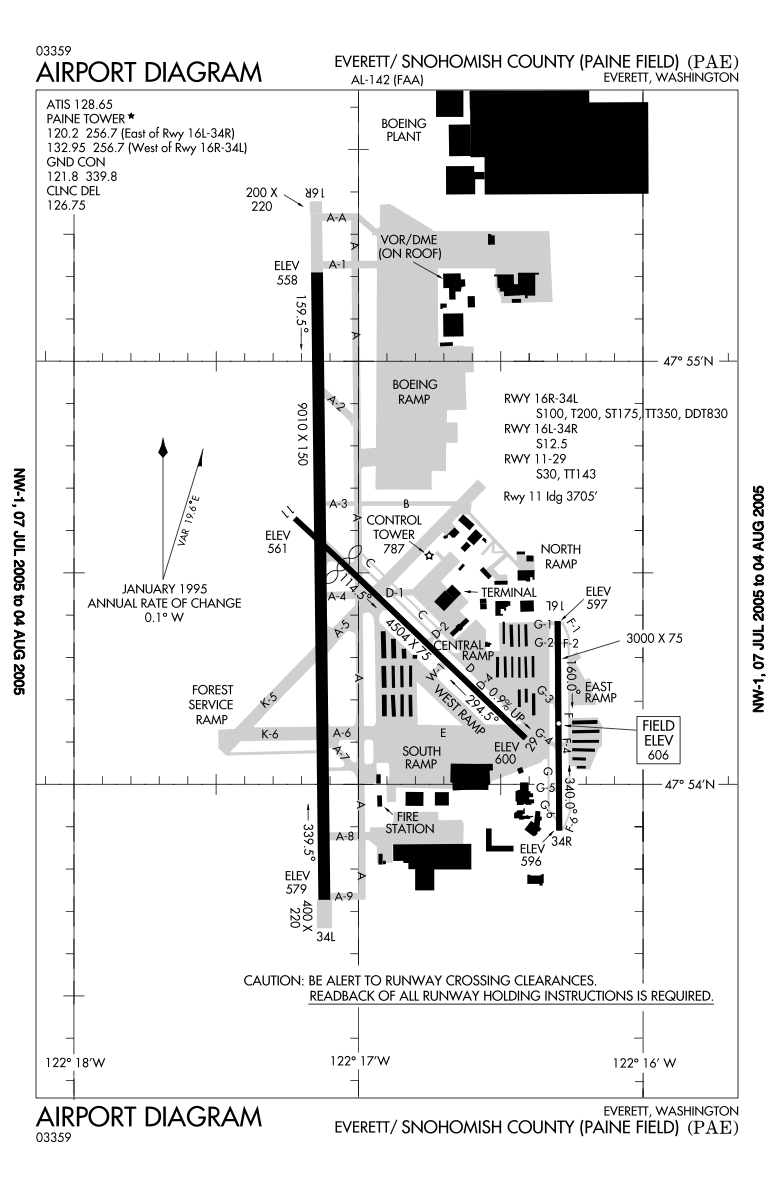
FAA製作的佩恩機場平面示意圖

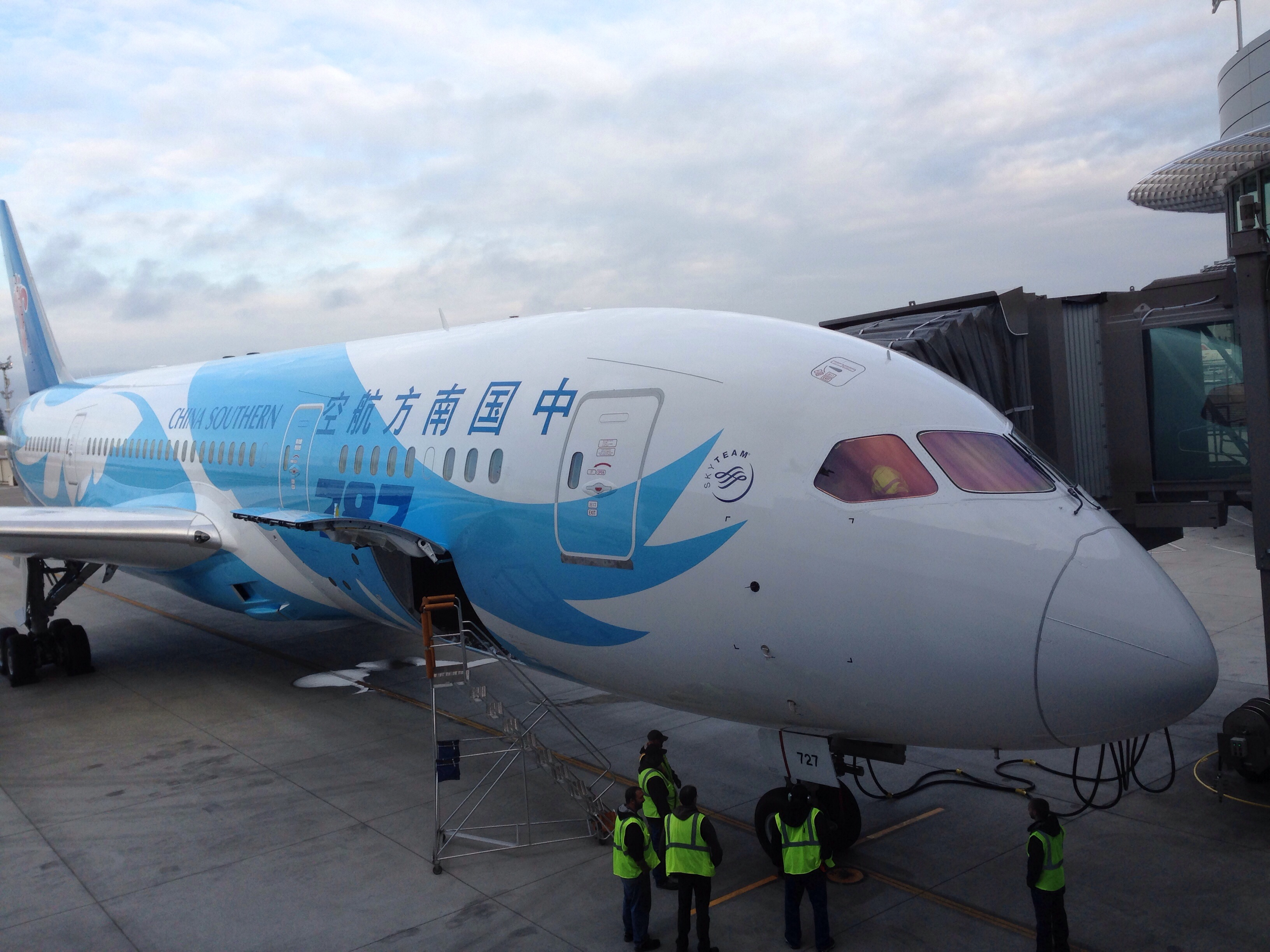
中国南方航空的一架波音787在佩恩机场的波音交付中心

佩恩機場有三條跑道：16R-34L，16L-34R和11-29。其中16R-34L跑道長9,010英尺（2,750），適合多數飛機的起降，飛機流量也較大。16L-34R跑道長度僅3,000英尺（910），只適合小型飛機的起降，中段與兩端相比呈凸形。11-29跑道目前除用於滑行外暫時關閉，波音公司也借用該跑道的一部分停放部分製造完成的波音787。
該機場有456個通用航空機庫，其中326個被租予斯諾霍米什縣，另外130個為“共用”機庫。
佩恩機場緊鄰世界上規模最大的工廠波音艾弗雷特工厂，也是波音747、波音767、波音777和波音787的組裝地。佩恩機場也擁有美國最大的航空維修公司之一：航空技術服務（Aviation Technical Services，ATS），後者擁有面積達950,000-平方英尺（88,000-平方）的廠房，該廠房原先由古德里奇公司運作。ATS為部分航空公司及貨運公司提供大型檢修服務。
佩恩機場也擁有四間飛行學院：支奴幹模擬飛行，富豪航空，北方之路航空和艾弗雷特直升機，這使得該機場成為一個廣受歡迎的飛行訓練場。一些飛行俱樂部也設在該機場。
機場控制塔由FAA負責運作，僅在早間7:00至晚間9:00之間運作，因此在塔台的工作時間內所有跑道都可用，但在運作時間結束后只有16R-34L跑道開放。

## 歷史
佩恩機場建於1936年，最初為公共事业振兴署的一項工程，一度被預估會通過成為國內的十個新建“超級機場”而創造就業機會以及經濟增長勢頭。但在第二次世界大戰前，佩恩機場被美國陸軍接管，成為巡邏與訓練基地。1947年，該機場被轉予美國空軍，直至1960年代早期。
1966年7月25日，波音公司宣佈將製造波音747這一大型客機，但因為該機體積龐大，波音公司不得不建設一間足夠大的廠房來組裝這一當時世界上最大的商業噴射機。佩恩機場的北側即被用於建設新廠房，機場本身也接受了一定程度的改造。這一發展計劃得到了當地政府與FAA的一致同意，工廠建設於1966年8月開始，次年僱用了第一批僱員。第一架波音747於1968年9月30日在波音艾弗雷特工厂組裝完成，並最終於1969年2月9日在佩恩機場首飛。
2005年，位於該機場的未來航空飛行中心與波音之旅（Future Flight Aviation Center & Boeing Tour）建築建成，同年12月對公眾開放參觀。2015年9月22日，中国国家主席习近平访美时，专机降落点设在佩恩机场，而非西雅圖-塔科馬國際機場。

## 航空公司與航點

### 客運
此機場主要供波音公司使用，原本沒有開設定期客運航班. 2019年3月起，由阿拉斯加航空率先開啟商业客運飛行服務"大西雅图"地区。边疆航空也将于2025年6月起开始执飞佩恩机场
| 航空公司              | 目的地                                                                                            |
| --------------------- | ------------------------------------------------------------------------------------------------- |
| 阿拉斯加航空          | 舊金山、洛杉磯、聖安娜(橘郡)、聖地牙哥、棕榈泉、拉斯維加斯、鳳凰城－天港 季节性：安克雷奇、檀香山 |
| 边疆航空(2025年6月起) | 丹佛、拉斯維加斯、鳳凰城－天港                                                                    |

### 貨運
主要做為波音公司運送飛機機身半成品及零組件之用
| 航空公司     | 目的地                                 |
| ------------ | -------------------------------------- |
| Ameriflight  | 西雅圖－波音                           |
| 亞特拉斯航空 | 查爾斯頓、名古屋－中部、威奇托－麥康諾 |

## 外部連結
- 佩恩機場官方網站 （页面存档备份，存于）
- 未來航空中心網站 （页面存档备份，存于）
- MRD Mediated Role determination
- Biography of Lt Topliff Olin Paine - National Postal Museum
- Everett Public Library's Digital Collection/Northwest Room/Aviation[永久]
- Boeing Major Production Facilities - 關於波音工廠的更多信息
- Historic Flight Foundation （页面存档备份，存于） - 古典軍機的展示
- Hangar 201 Project - 佩恩機場機庫